# Acanthostachys
Acanthostachys es un género de plantas con flores de la familia  Bromeliaceae, subfamilia Bromelioideae. Es originario de Brasil y del norte de Argentina.Comprende 4 especies descritas y de estas, solo 2 aceptadas.

## Taxonomía
El género fue descrito por Johann Heinrich Friedrich Link y publicado en Icones Plantarum Rariorum Horti Regii Botanici Berolinensis 1: 21, t. 9. 1841[1840]. La especie tipo es: Acanthostachys strobilacea (Schultes f.) Klotzsch
Etimología
Acanthostachys: nombre genérico que deriva de las palabras griegas: acanthos = (espinosa) y stachys = (un punto de la flor).

## Especies aceptadas
A continuación se brinda un listado de las especies del género Acanthostachys aceptadas hasta octubre de 2013, ordenadas alfabéticamente. Para cada una se indica el nombre binomial seguido del autor, abreviado según las convenciones y usos.
- Acanthostachys pitcairnioides (Mez) Rauh & Barthlott
- Acanthostachys strobilacea (Schultes f.) Klotzsch